# Zbigniew Zamachowski
Zbigniew Zamachowski (nacido el 17 de julio de 1961) es un actor polaco.

## Vida y carrera
Nació el 17 de julio de 1961 en Brzeziny, cerca de Lodz. Zamachowski se graduó en la facultad de actor de la Escuela Nacional de Cine, Televisión y Teatro en Lodz. Comenzó su carrera como actor en 1981 y en 1989 tuvo un papel coprotagonista en la parte diez (No codiciarás los bienes ajenos) de la serie de películas del director Krzysztof Kieślowski, Dekalog. Cuatro años más tarde, Kieślowski lo eligió como el personaje principal, "Karol Karol", en Trois couleurs: Blanc, la segunda de su aclamada trilogía Tres colores. Ha ganado dos veces el Premio del Cine Polaco por sus papeles en la película Hi, Tereska (2001) de Robert Gliński y en el drama cinematográfico Zmróż oczy (2004) de Andrzej Jakimowski. Sus otros papeles notables se presentan en la película Colonel Kwiatkowski (1996) de Kazimierz Kutz, la película histórica Con sangre y fuego (1999) de Jerzy Hoffman y la película biográfica Walesa. El hombre de la esperanza (2013) de Andrzej Wajda.
Entre 1985 y 1997 actuó en The Studio Theatre, y desde 1997 es actor en el Teatro Nacional de Varsovia.

## Filmografía
- Wielka majówka (1981)
- Matka Królów (1983)
- Ucieczka (1986)
- Pierscien i róza (1987) como Príncipe Bulbo
- Prywatne sledztwo (1987) como Pasajero de camión
- Los poseídos (1988) como Liamchine
- Zabij mnie, glino (1989) como Seweryn
- Sztuka kochania (1989) como Ziobro
- Dekalog X (1989) como Artur
- Korczak (1990) como Ichak Szulc
- Ucieczka z kina 'Wolnosc' (1991) como Asistente de censor
- Seszele (1991) como Stefek
- Ferdydurke (1991)
- Tak, tak (1992)
- Naprawde krótki film o milosci, zabijaniu i jeszcze jednym przykazaniu (1992)
- Sauna (1992) (TV) como Jussi
- Straszny sen dzidziusia Górkiewicza (1993)
- Trois couleurs: Blanc (1993) como Karol Karol
- Zawrócony (1994) (TV) como Tomek Siwek
- Clandestin, Le (1994) (TV) como Yatsek
- Pulkownik Kwiatkowski (1995) vomo Dudek
- Pestka (1996)
- Slawa i chwala (1997) como Franciszek Golabek
- Darmozjad polski (1997) como Swede
- Odwiedz mnie we snie (1997)
- Szczęśliwego Nowego Jorku (1997) como Potejto
- Pulapka (1997)
- Demony wojny wedlug Goi (1998) Cabo 'Houdini' Moraczewski
- Kochaj i rób co chcesz (1998) como Lech Ryszka
- 23 (1998) como Sergej
- Con sangre y fuego (1999) como Michal Wolodyjowski
- Pierwszy milion (2000) como Policía
- Prymas - trzy lata z tysiaca (2000) como Sacerdote Stanislaw Skorodecki
- Når nettene blir lange (2000) como Cuñado
- Prueba de vida (2000) como Conductor de Terry
- Weiser (2001) como Kolota
- Lightmaker (2001) como Rumo Ranieri
- Sto minut wakacji (2001) (TV)
- Czesc Tereska (2001) como Edek
- Stacja (2001) como Dymecki
- Wiedzmin (2001) como Jaskier Dandelion
- El pianista (2002) como Cliente con monedas
- Zmruz oczy (2002) como Jasiek
- Lichter (2003) como Antoni
- La Petite prairie aux bouleaux (2003) como Gutek
- Cialo (2003) como Dizel
- Żurek (2003) como Matuszek
- Zróbmy sobie wnuka (2003) como Gustaw Mytnik
- Wrózby kumaka (2005)
- Skazany na bluesa (2005) como Sr. Henio
- Diabel (2005) como Amigo de Frank
- Czas Surferów (2005) como Klama
- Hope (2007)
- El secreto de la aldea (2012)
- Walesa. El hombre de la esperanza (2013) como Nawislak
- Run Boy Run (2013) como Hersch Fridman
- Jack Strong (2014)
- True Crimes (2016) como Lukasz
- Alzur's Legacy (2020) como Jaskier Dandelion[4]
- Sweat (2020) como Fryderyk
- Sexify (2021) como Decano Krzysztof Maślak
- Treasure (2024) como Stefan